# 申集镇
申集镇，是中华人民共和国安徽省蚌埠市五河县下辖的一个乡镇级行政单位。

## 行政区划
申集镇下辖以下地区：
甄集村、南欧村、马集村、高庙村、乔张村、张村、朱圩村、于张村、泗河村、申集村、南乔村、台李村、大董村、大路村、莫圩村、彭集村和黄李村。